# 埃爾奇魯
埃爾奇魯（西班牙語：El Chirú），是巴拿馬的城鎮，位於該國中部，由科克萊省的安通區負責管轄，面積113.6平方公里，海拔高度33米，2010年人口3,623，人口密度每平方公里31.9人。